# Kathy Watt
Kathryn ("Kathy") Ann Watt, née le 11 septembre 1964 à Warragul, est une coureuse cycliste australienne. Elle a remporté deux médailles aux Jeux olympiques de 1992 à Barcelone : l'or sur la course en ligne sur route et l'argent à la poursuite individuelle. Elle a également conquis 24 titres de championne d'Australie dans plusieurs disciplines et 4 médailles d'or aux Jeux du Commonwealth.

## Biographie
Kathryn Watt est la fille du marathonien Geoff Watt. Elle débute dans le sport de compétition par la course à pied. Elle y remporte le championnat national junior du 3 km. En raison de problèmes au tendon d'Achille, elle s'entraîne sur un vélo. Elle concourt un temps en duathlon, et se découvre meilleure cycliste que coureuse à pied.

## Palmarès
- 1990
  - 7e étape du Tour d'Italie
  - 3e du Tour d'Italie
- 1991
  - 1re étape du Tour de l'Aude
- 1992
  -  Championne d'Australie sur route
  -  Championne olympique de la course en ligne
  -  Médaillée d'argent de la poursuite individuelle
  - 1re et 8e étapes de l'International Women's Challenge
- 1993
  -  Championne d'Australie sur route
- 1994
  -  Championne d'Australie sur route
  -  Médaillée d'or de la course en ligne aux Jeux du Commonwealth
  - Canberra Milk Race
  - 1re, 2e et 5e étapes du Tour d'Italie
  - 2e du Tour d'Italie
- 1995
  - 2e du championnat d'Australie contre-la-montre
  - 3e du championnat du monde du contre-la-montre
- 1996
  -  Championne d'Australie du contre-la-montre
  - 1re et 5e étapes de l'International Women's Challenge
  - 2e du championnat d'Australie sur route
- 1997
  - 2e du championnat d'Australie contre-la-montre
  - 3e du Chrono Champenois - Trophée Européen
- 1998
  -  Championne d'Australie sur route
  - 1re étape du GP Presov
  - GP Presov
  - 4e étape du Gracia Orlová
  - 1re étape du Tour de Bretagne
  - 2e du Gracia Orlová
  - 2e du Tour de Bretagne
  - 2e du championnat d'Australie contre-la-montre
- 1999
  - 2e du championnat d'Australie contre-la-montre
  - 2e du championnat d'Australie sur route
- 2003
  - 3e du Chrono des Herbiers
- 2004
  - 2e du Chrono des Herbiers
- 2005
  - 2e étape du Tour de Thuringe
  - Chrono champenois
  -  Médaillée d'argent du contre-la-montre aux Jeux océaniens
  - 2e du GP International Féminin Les Forges
- 2006
  -  Championne d'Australie du contre-la-montre
  -  Médaillée d'argent du contre-la-montre aux Jeux du Commonwealth
  - 2e de la Flèche Hesbignonne
- 2007
  -  Championne d'Océanie sur route
  -  Médaillée d'or de la course en ligne aux Jeux océaniens
  -  Médaillée d'argent du contre-la-montre aux Jeux océaniens
  - 2e du championnat d'Australie contre-la-montre

## Classements mondiaux
| Année                                 | 2009 |
| ------------------------------------- | ---- |
| Classement UCI                        | 370e |
|                                       |      |
| Légende : nc = non classéSource : UCI |      |

## Distinctions
- Athlète féminine de l'année aux Australian Sport Awards : 1992
- Temple de la renommée du cyclisme en Australie : 2015